# فرودگاه ناحیه‌ای فیتیول
فرودگاه ناحیه‌ای فیتیول (به انگلیسی: Fayetteville Regional Airport) (به زبان بومی: Grannis Field) یک فرودگاه همگانی با کد یاتا FAY است که یک باند فرود آسفالت دارد و طول باند آن ۲۳۵۱ متر است. این فرودگاه در کشور ایالات متحده آمریکا قرار دارد و در ارتفاع ۵۷٫۶ متری از سطح دریا واقع شده است.